# Ксенија Санкович
Ксенија Андрејевна Санкович (блр. Ксенія Санковіч; Минск, СССР, 27. јул 1990), је белоруска ритмичка гимнастичарка.
Највећи успех у каријери постигла је на Летњим олимпијским играма 2008. у Пекингу када је у групној вежби освојила бронзану медаљу. Поред ње у групи су биле и Олесја Бабушкина, Анастасија Иванкова, Зинаида Лунина, Глафира Мартинович, и Алина Тумилович
Чланица је клуба БКСК Минск, висока 1,72 м , а тешка 54 кг.